# Nesselsdorf T
Nesselsdorf T (či NW T a později Tatra 20) byl luxusní automobil, vyráběný v kopřivnické automobilce Nesselsdorfer Wagenbau-Fabriks-Gesellschaft (od roku 1919 Tatra). Výroba modelu probíhala souběžně s typem Tatra 10 v letech 1914 až 1925, kdy ho nahradila Tatra 17.
NW T/T20 měl klasickou koncepci s motorem vpředu a pohonem zadních kol. Technicky byl velmi podobný modelu NW U (Tatra 10), přičemž oba modely byly určeny majetnějším zákazníkům. Základ automobilu tvořil podélný rám, obě listovými pružinami odpružené nápravy byly tuhé. Tatra 20 byla v novějších verzích vybavena brzdami na všech kolech, elektrickým startérem a páka ruční brzdy a řazení se přesunula do kabiny. Vyráběla se jako luxusní limuzína, sanitka, hasičské vozidlo nebo závodní auto.
Za změnou názvu automobilky Nesselsdorfer Wagenbau-Fabriks-Gesellschaft na Tatra byly testy modelu NW U/Tatra 10 v roce 1919 v Tatrách. Po zdolání náročné trasy ze Štrby do Tatranské Lomnice bylo rozhodnuto o přejmenování firmy a vozidel NW na Tatra. 

## Technické údaje
- Rozvor: 3 370 mm
- Motor: zážehový vodou chlazený čtyřdobý řadový 4 válec s rozvodem OHC
  - Objem: 3 563 cm³
  - Výkon: 33 kW (45 koní)
- Maximální rychlost: 90 km/h
- Spotřeba: 13–14 l/100 km
- Převodovka: 4stupňová mechanická
- Podvozek: podélný rám s pevnými nápravami
- Brzdy: mechanické bubnové na všech kolech